# Lliga kuwaitiana de futbol
La Lliga kuwaitiana de futbol és la màxima competició de futbol a Kuwait organitzada per la Kuwait Football Association. La primera edició es va celebrar el 1961-1962.

## Clubs participants la temporada 2017-18
Font:
- Al Arabi
- Al Jahra
- Al Kuwait
- Al Nasar
- Al Qadsia
- Al Salmiyah
- Al Tadhamon
- Kazma

## Llista de campions
Font:
- 1961-62:  Al-Arabi (1)
- 1962-63:  Al-Arabi (2)
- 1963-64:  Al-Arabi (3)
- 1964-65:  Al-Kuwait (1)
- 1965-66:  Al-Arabi (4)
- 1966-67:  Al-Arabi (5)
- 1967-68:  Al-Kuwait (2)
- 1968-69:  Al-Qadisiya (1)
- 1969-70:  Al-Arabi (6)
- 1970-71:  Al-Qadisiya (2)
- 1971-72:  Al-Kuwait (3)
- 1972-73:  Al-Qadisiya (3)
- 1973-74:  Al-Kuwait (4)
- 1974-75:  Al-Qadisiya (4)
- 1975-76:  Al-Qadisiya (5)
- 1976-77:  Al-Kuwait (5)
- 1977-78:  Al-Qadisiya (6)
- 1978-79:  Al-Kuwait (6)
- 1979-80:  Al-Arabi (7)
- 1980-81:  Al-Salmiya Club (1)
- 1981-82:  Al-Arabi (8)
- 1982-83:  Al-Arabi (9)
- 1983-84:  Al-Arabi (10)
- 1984-85:  Al-Arabi (11)
- 1985-86:  Al-Kazma (1)
- 1986-87:  Al-Kazma (2)
- 1987-88:  Al-Arabi (12)
- 1988-89:  Al-Arabi (13)
- 1989-90:  Al-Jahra (1)
- 1990-91: No es disputà[3]
- 1991-92:  Al-Qadisiya (7)
- 1992-93:  Al-Arabi (14)
- 1993-94:  Al-Kazma (3)
- 1994-95:  Al-Salmiya Club (2)
- 1995-96:  Al-Kazma (4)
- 1996-97:  Al-Arabi (15)
- 1997-98:  Al-Salmiya Club (3)
- 1998-99:  Al-Qadisiya (8)
- 1999-00:  Al-Salmiya Club (4)
- 2000-01:  Al-Kuwait (7)
- 2001-02:  Al-Arabi (16)
- 2002-03:  Al-Qadisiya (9)
- 2003-04:  Al-Qadisiya (10)
- 2004-05:  Al-Qadisiya (11)
- 2005-06:  Al-Kuwait (8)
- 2006-07:  Al-Kuwait (9)
- 2007-08:  Al-Kuwait (10)
- 2008-09:  Al-Qadisiya (12)
- 2009-10:  Al-Qadisiya (13)
- 2010-11:  Al-Qadisiya (14)
- 2011-12:  Al-Qadisiya (15)
- 2012-13:  Al-Kuwait (11)
- 2013-14:  Al-Qadisiya (16)
- 2014-15:  Al-Kuwait (12)
- 2015-16:  Al-Qadisiya (17)
- 2016-17:  Al-Kuwait (13)
- 2017-18:  Al-Kuwait (14)
- 2018-19:  Al-Kuwait (15)
- 2019-20:  Al-Kuwait (16)
- 2020-21:  Al-Arabi (17)
- 2021-22:  Al-Kuwait (17)
- 2022-23:  Al-Kuwait (18)